# Matt Helm règle son comte
Pour les articles homonymes, voir Matt Helm et Helm (homonymie).
Pour plus de détails, voir Fiche technique et Distribution.
Matt Helm règle son "comte" (The Wrecking Crew) est un film américain réalisé par Phil Karlson et sorti en 1968. Il s'agit d'une adaptation du roman The Wrecking Crew de Donald Hamilton, publié en 1960.
Le film suit l’agent de contre-espionnage américain Matt Helm qui est chargé par le gouvernement d’appréhender le comte Contini qui a provoqué une crise financière mondiale en dérobant de l'or pour une valeur équivalant à 1 milliard de dollars. On adjoint à Matt l’agente britannique Freya Carlson qui va créer plus de problèmes qu’elle ne va en résoudre.

## Synopsis
Matt Helm est chargé par son agence secrète, de faire tomber un comte diabolique nommé Contini, qui tente de faire s'effondrer l'économie mondiale en volant un milliard de dollars en or. Helm se rend d'abord à Copenhague, où il reçoit une guide touristique danoise, Freya Carlson, une femme belle mais maladroite.
Deux complices de Contini, les séduisantes Linka Karensky et Wen Yurang, tentent chacune de déjouer les plans de Helm. La première est tuée dans une embuscade destinée à Helm et la seconde dans une explosion. À chaque occasion, les tentatives maladroites de Freya pour aider Matt sont utiles mais pas particulièrement appréciées.
Plus tard, McDonald, le chef de l'agence secrète, se présente pour aider Helm mais est blessé au combat. Il confie à Helm que Freya, apparemment inepte, est en fait elle-même un agent britannique travaillant sous couvert de guide touristique, utilisant une apparence astucieuse pour tromper son entourage. Le duo se rend ensuite au château de Contini pour une confrontation. Là-bas Helm crée le chaos et la destruction avec une variété de gadgets uniques. Contini parvient à s'échapper avec l'or dans un train à destination du Luxembourg, mais Helm et Freya parviennent à le rattraper en mini hélicoptère. Freya est presque tuée par Contini mais Helm la sauve, puis tue Contini en le jetant à travers une trappe sur la voie ferrée. 
Déformais leur mission réussi, les deux espions peuvent passer du bon temps ensemble.

## Fiche technique
- Titre original : The Wrecking Crew
- Titre français : Matt Helm règle son "comte"[1],[2] (ou parfois Matt Helm règle ses comptes)
- Réalisation : Phil Karlson
- Scénario : William P. McGivern, d’après le roman The Wrecking Crew de Donald Hamilton
- Direction artistique : Joseph C. Wright
- Décors : Frank Tuttle
- Costumes : Moss Mabry, et Sy Devore pour Dean Martin
- Réglage des combats : Bruce Lee
- Photographie : Sam Leavitt
- Son : James Z. Flaster, Arthur Piantadosi
- Montage : Maury Winetrobe
- Musique : Hugo Montenegro, chanson-thème House of Seven Joys, paroles et musique de Mack David/Frank De Vol, interprétée par Dean Martin (générique)
- Affiche : Robert McGinnis
- Producteur : Irving Allen
- Sociétés de production : Columbia Pictures (États-Unis), Meadway-Claude Productions Company (États-Unis)
- Sociétés de distribution : Columbia Pictures (États-Unis), Sony Pictures Television (France)
- Pays de production :  États-Unis
- Langue originale : anglais
- Format : couleur par Technicolor — 35 mm — 1.85:1 — son monophonique
- Genre : espionnage, parodie, comédie dramatique
- Durée : 105 min
- Dates de sortie : 
  - Canada : 25 décembre 1968
  - États-Unis : 5 février 1969
  - France : 16 avril 1969
- (fr) Classification CNC : tous publics (visa d'exploitation no 35395 délivré le 27 février 1969)

## Distribution
- Dean Martin : Matt Helm
- Elke Sommer : Linka Karensky
- Sharon Tate : Freya Carlson
- Nancy Kwan : Wen Yurang
- Nigel Green : le comte Contini
- Tina Louise : Lola Medina
- John Larch : « Mac » MacDonald
- Chuck Norris : Garth, l’homme dans « La Maison des 7 Joies »
- Bartlett Robinson : Wellington (non crédité)

## Production

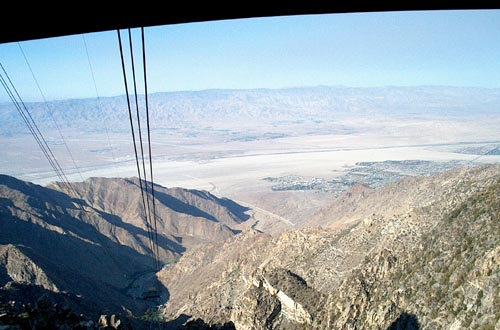
Station du téléphérique de Palm Springs, site de tournage extérieur (scènes de bagarres)

- Extérieurs en Californie : Los Angeles, Idyllwild-Pine Cove, et aux Walt Disney Ranch et téléphérique de Palm Springs[3],[4].
- Bruce Lee a réglé certains combats, notamment celui entre Sharon Tate et Nancy Kwan.

## Chansons
Interprétées par Dean Martin :
- Red Sails in the Sunset (en), [reprise], paroles de Jimmy Kennedy et musique de Wilhelm Grosz (1935).
- Anniversary Song, [reprise], paroles anglaises d'Al Jolson et Saul Chaplin sur la musique originale de la valse roumaine Valurile Dunării (titre français Flots du Danube), composée par Iosif Ivanovici (1880).
- On the Sunny Side of the Street, [reprise], paroles de Dorothy Fields et musique de Jimmy McHugh (1930).
- My Melancholy Baby (en), [reprise], paroles de George A. Norton et musique d'Ernie Burnett (1912).
- Cry, [reprise], paroles et musique de Churchill Kohlman (1951).
- The Glory of Love, [reprise], paroles et musique de Billy Hill.
- Let Me Call You Sweetheart, [reprise], paroles de Beth Slater Whitson et musique de Leo Friedman(1910).

## Commentaires
- Il s'agit du premier film dans lequel apparait Chuck Norris
- Dans Once Upon a Time… in Hollywood (2019) de Quentin Tarantino, Sharon Tate (jouée par Margot Robbie) va voir ce film, gratuitement, au prétexte qu'elle joue dedans[6].